# Cathy O’Donnell
Cathy O’Donnell, eigentlich Ann Steely (* 6. Juli 1923 in Siluria, Alabama; † 11. April 1970 in Los Angeles), war eine US-amerikanische Filmschauspielerin.

## Leben und Karriere
Nach dem Besuch der High School und des Colleges in Oklahoma City arbeitete O’Donnell, die zu diesem Zeitpunkt noch Ann Steely hieß, als Stenographin, um den Umzug nach Hollywood zu finanzieren. Dort angekommen wurde sie schnell von Filmproduzent Samuel Goldwyn unter Vertrag genommen. Goldwyn erkannte das Potenzial der jungen Frau, ermöglichte ihr eine Ausbildung an der American Academy of Dramatic Arts und verpasste ihr den irisch klingenden Künstlernamen Cathy O’Donnell. Den Vornamen Cathy wählte sie selbst nach der Figur aus dem Romanklassiker Sturmhöhe. 1945 – im Alter von 22 Jahren – erfolgte O’Donnells Filmdebüt mit einer kleinen Rolle in der Krimikomödie Der Wundermann unter der Regie von H. Bruce Humberstone. Ihre erste große Rolle erhielt sie 1946 in dem von Goldwyn produzierten Kriegsheimkehrerdrama Die besten Jahre unseres Lebens, in dem sie die Freundin eines an beiden Armen amputierten Kriegsheimkehrers verkörperte. Der Film unter Regie von William Wyler wurde zu einem Kassenerfolg, gewann neun Oscars und machte auch O’Donnell schlagartig bekannt.
Am Filmset von Die besten Jahre ihres Lebens lernte die Schauspielerin auch ihren späteren Ehemann kennen, den 25 Jahre älteren Filmproduzenten Robert Wyler, Bruder von Regisseur William Wyler. 1948 heirateten die beiden. Danach wirkte O’Donnell noch an mehreren Filmen mit, die in Zusammenarbeit mit ihrem Ehemann Robert und bzw. oder ihrem Schwager William entstanden. 
Häufig verkörperte sie das gutherzige, junge, etwas naive „Mädchen von nebenan“, so unter anderem 1951 in William Wylers Kriminalfilm Polizeirevier 21 mit Kirk Douglas als Filmpartner. In Sie leben bei Nacht (1948) von Nicholas Ray waren sie und Farley Granger als junges Paar zu sehen, das in einen Strudel der Kriminalität gerät und tragisch endet. 1955 spielte sie an der Seite von James Stewart eine junge Ladenbesitzerin in dem Western Der Mann aus Laramie unter der Regie von Anthony Mann. Unter Manns Leitung hatte sie bereits 1949 in Side Street gespielt. Ihr letzter Spielfilm war der ebenfalls von William Wyler inszenierte Monumentalfilm Ben Hur von 1959, in dem sie Ben Hurs Schwester verkörperte. Zuletzt trat die Schauspielerin 1964 in einer Folge der Serie Bonanza auf. Ihr Schaffen für Film und Fernsehen umfasst drei Dutzend Produktionen.
Cathy O’Donnell verstarb 46-jährig am 11. April 1970, an ihrem 24. Hochzeitstag, an Krebs. Die Ehe mit Robert Wyler, der ihren Tod nicht überwand und nur neun Monate nach ihr einem Herzinfarkt erlag, blieb kinderlos.

## Filmografie
- 1945: Der Wundermann (Wonder Man)
- 1946: Die besten Jahre unseres Lebens (The Best Years of Our Lives)
- 1947: Bury Me Dead
- 1948: The Amazing Mr. X
- 1948: Sie leben bei Nacht (They Live by Night)
- 1949: Side Street
- 1950: Ihr Geheimnis (The Miniver Story)
- 1951: Never Trust a Gambler
- 1951: Lights Out (Fernsehserie, Folge 4x04)
- 1951: Polizeirevier 21 (Detective Story)
- 1952: The Woman's Angle
- 1952/1954: Orient Express (Fernsehserie, 2 Folgen)
- 1954: The Philip Morris Playhouse (Fernsehserie, Folge 1x19)
- 1954: Eight O’Clock Walk
- 1954: The Motorola Television Hour (Fernsehserie, Folge 1x16)
- 1954: Center Stage (Fernsehserie, Folge 1x01)
- 1954: L'amante di Paride
- 1955: The Best of Broadway (Fernsehserie, Folge 1x06)
- 1955: Climax! (Fernsehserie, Folge 1x22)
- 1955: Mad at the World
- 1955: Der Mann aus Laramie (The Man from Laramie)
- 1956: Matinee Theater (Fernsehserie, Folge 1x130)
- 1957: Lederstrumpf: Der Wildtöter (The Deerslayer)
- 1957: The Story of Mankind
- 1958: Abenteuer im wilden Westen (Dick Powell’s Zane Grey Theater, Fernsehserie, Folge 2x19)
- 1958: The Californians (Fernsehserie, Folge 1x28)
- 1958: Target (Fernsehserie, Folge 1x22)
- 1958: My World Dies Screaming / Alternativtitel: Terror in the Haunted House
- 1959: Der Mann ohne Colt (Man Without a Gun, Fernsehserie, Folge 2x10)
- 1959: Ben Hur
- 1960: Kein Fall für FBI (The Detectives, Fernsehserie, Folge 1x17)
- 1960: Tate (Fernsehserie, Folge 1x12)
- 1960: The Rebel (Fernsehserie, 2 Folgen)
- 1961: Perry Mason (Fernsehserie, Folge 4x15)
- 1961: Sugarfoot (Fernsehserie, Folge 4x07)
- 1964: Bonanza (Fernsehserie, Folge 5x14)